# Konewka (osada)
Konewka – osada w Polsce, położona w województwie łódzkim, w powiecie tomaszowskim, w gminie Inowłódz.
W latach 1975–1998 miejscowość administracyjnie należała do województwa piotrkowskiego.

## Historia
Miejscowość znana jest z przedsiębiorstwa ZPD Drewkon oraz schronu kolejowego, przynależnego do jednej z głównych kwater Hitlera.
Podczas II wojny światowej, Niemcy utworzyli obóz pracy przymusowej dla Polaków i Żydów w miejscowym tartaku.
Na północ od wsi w lesie w latach 1973–1981 istniał ośrodek wypoczynkowy Urzędu Rady Ministrów.